# Brittiska F3-mästerskapet 1985
Brittiska F3-mästerskapet 1985 var ett race som vanns av brasilianaren Maurício Gugelmin.

## Slutställning
| Plats | Förare            | Poäng |
| ----- | ----------------- | ----- |
| 1     | Maurício Gugelmin | 85    |
| 2     | Andy Wallace      | 76    |
| 3     | Russell Spence    | 64    |
| 4     | Dave Scott        | 52    |
| 5     | Gerrit van Kouwen | 46    |
| 6     | Tim Davies        | 39    |